# Melange tettonico

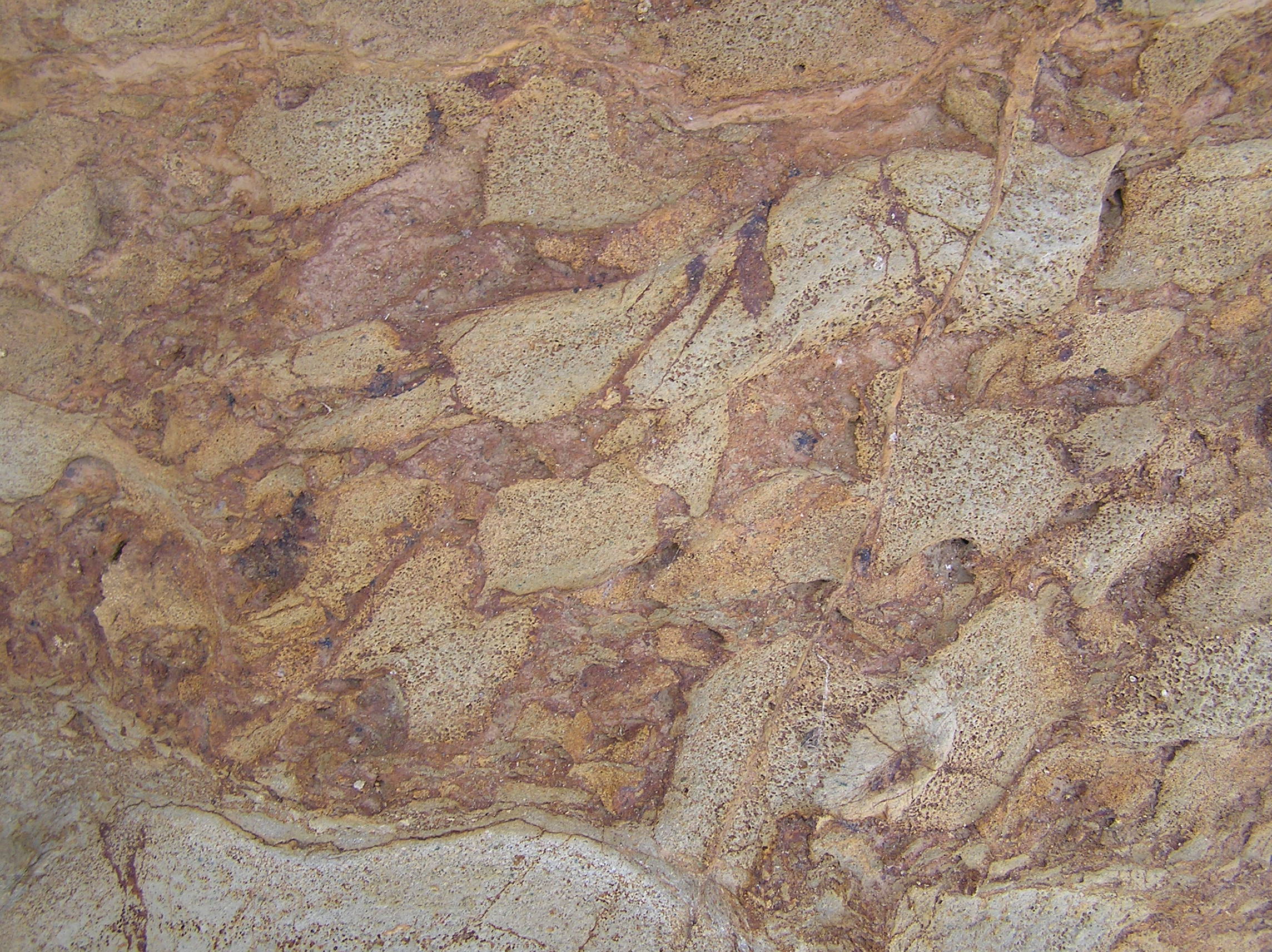
Esempio di melange a Narooma, in Australia.

Viene chiamato melange tettonico un aggregato di materiale complesso e caotico prodotto in seguito al processo di subduzione della crosta terrestre.
Si tratta di una breccia su larga scala, costituito da porzioni di roccia di dimensioni assai variabili, cementate insieme da una matrice a grana fine e spesso deformata.
La litologia delle rocce appartenenti ad un melange, è assai varia: rocce provenienti dalla demolizione della crosta oceanica, miste generalmente ad altre derivate dallo smantellamento (per attrito tra le placche) di crosta continentale.
Le forze di taglio duttile e fragile che agiscono presso un margine di subduzione, unitamente al deporsi di materiale sedimentario, contribuiscono alla formazione di tali strutture, caratterizzate da dimensioni considerevoli (spesso i blocchi di melange possono raggiungere 1 km).
I melanges di dimensioni più piccole sono tipici delle zone caratterizzate dalla presenza di rocce coerenti, fratturate in più punti dall'azione delle forze tettoniche, che provocano la formazione di frammenti rocciosi di dimensioni variabili, che vengono rimescolati e cementati tra loro, a formare appunto un melange.
L'accrescimento di tali aggregati, al di sopra di margini passivi, genera una caratteristica struttura a cuneo (il prisma di accrezione), che può spesso preludere ad un'orogenesi per accrescimento.